# سیارک ۱۲۱۵۶
سیارک ۱۲۱۵۶ (به انگلیسی: 12156 Ubels، نامگذاری:1042T-2) دوازده هزار و صد و پنجاه و ششمین سیارک کشف شده‌است که در ۲۹ سپتامبر ۱۹۷۳ کشف شد.
قدر مطلق سیارک برابر ۱۸.۶ است.